# Station Amsterdam Muiderpoort
Station Amsterdam Muiderpoort of het Muiderpoortstation is een spoorwegstation gelegen aan het Oosterspoorplein bij het viaduct Wijttenbachstraat/Insulindeweg in Amsterdam-Oost. Dit vorkstation ligt aan de splitsing van de spoorlijnen Amsterdam – Utrecht (Rhijnspoorweg) en Amsterdam – Amersfoort (Oosterspoorweg).

## Eerste station
Van 1896 tot 1937 was het een laaggelegen halte aan de Pontanusstraat aan de spoorlijn richting Hilversum ten noorden van het huidige station. De sporen van de verbindingsbaan naar het Weesperpoortstation lagen niet langs een perron. Alhoewel het station was vernoemd naar de Muiderpoort was het station een kleine kilometer ten oosten van de Muiderpoort gelegen. Het station had toen één eilandperron dat door de passagiers met een luchtbrug kon worden bereikt. Op het perron stonden twee eenvoudige houten gebouwtjes verbonden met een korte perronkap. In 1907 zijn drie extra gebouwen met wachtruimtes en toiletten op het perron geplaatst. Een van de oorspronkelijke gebouwen werd vergroot en er kwam een langere perronkap.  
Eind jaren ’30 zijn de sporen aan de oostzijde van Amsterdam onder de naam Spoorwegwerken Oost verhoogd. Om ruimte te maken voor de werkzaamheden is het oude Muiderpoortstation in 1937 gesloten en gesloopt.

### Trams
Van 1904-1937 was in de Eerste van Swindenstraat aansluiting op een aantal tramlijnen.

## Huidige station
Het huidige hooggelegen station is gebouwd onder leiding van de architect H.G.J. Schelling en architect Johannes Leupen van de Gemeente Amsterdam en werd op 15 oktober 1939 geopend. Het nieuwe station werd gebouwd als onderdeel van de Spoorwegwerken Oost, waarmee de spoorlijnen tussen het Centraal Station en het Amstelstation en naar Weesp op dijklichamen werden gelegd en alle straten met viaducten werden overbrugd. Hierdoor konden vele gelijkvloerse overwegen vervallen die voor veel oponthoud en ongevallen zorgden in het oostelijk deel van de stad. Ook dit station ligt niet bij de Muiderpoort maar meer dan een kilometer ten oosten daarvan.

#### Jodenvervolging
Tijdens de Tweede Wereldoorlog fungeerde het station als opstapplaats voor Joden die vanuit het verzamelpunt Hollandsche Schouwburg naar het kamp Westerbork werden weggevoerd. Een gedenkteken op het Oosterspoorplein herinnert hieraan.

### Gebouw
Vanuit de centrale hal, waar zich de loketten bevonden, liepen twee voetgangerstunnels naar de perrons. Eind jaren negentig werd het station grondig verbouwd, waarna de centrale hal en de tunnels werden verhuurd aan bedrijven. De perrons werden rechtstreeks toegankelijk vanaf de straat. Omstreeks 2002 sloot de NS het laatste kaartverkooploket. In het voormalige Seinhuis, het hoogstgelegen deel van het stationscomplex, worden af en toe lichtkunstvoorstellingen gehouden. Het seinhuis werd in 2003 aangewezen als rijksmonument; de overige gebouwen van het complex, waaronder enkele dienstwoningen, werden in 2014 gemeentelijk monument. In de noordwand van het gebouw is bij de bouw in 1939 glas-in-loodraam geplaatst van de hand van Heinrich Campendonk. Het stelt de vogeltrek voor, een destijds gebruikelijke allegorie voor het reizen.
Op het station zijn een twintigtal beveiligingscamera's aangebracht. Medio 2008 werden poortjes met tourniquets voor gebruik met de OV-chipkaart geïnstalleerd. Het station heeft een kiosk voor eten, drank en drukwerk. Het station beschikt over liften voor de treinreizigers.

### OV-chipkaart
Dit station is afgesloten met OVC-poorten en wel met aparte OV-chipkaartgebieden voor de beide takken (richtingen Breukelen en Weesp). Routes met terugsteken die toegestaan zouden moeten zijn vereisen dus uit- en inchecken; dit kan qua kosten ongunstiger zijn dan wanneer dit station niet zou bestaan, want dan had men via Amsterdam Centraal mogen reizen. Komend uit de richting Amsterdam Centraal moet men om extra uit- en inchecken te voorkomen al eerder overstappen op de gewenste tak.

### Treinen
Station Amsterdam Muiderpoort heeft verbindingen in drie richtingen. Op spoor 2 komen de treinen aan richting Weesp en verder naar Almere en Zwolle of Amersfoort Vathorst, op spoor 3 de treinen naar Amsterdam Centraal en verder. Op spoor 8 vertrekken de treinen richting Amsterdam Centraal, Zaandam en Uitgeest en op spoor 9 vertrekken de treinen in de richting van Amstelstation en vervolgens Gouda en Rotterdam Centraal of Utrecht Centraal en Driebergen-Zeist. De sporen 1 en 4 zijn inhaalsporen en de sporen 5 t/m 7 zijn goederensporen (lijn naar Diemen).
De volgende treinseries doen dit station aan:

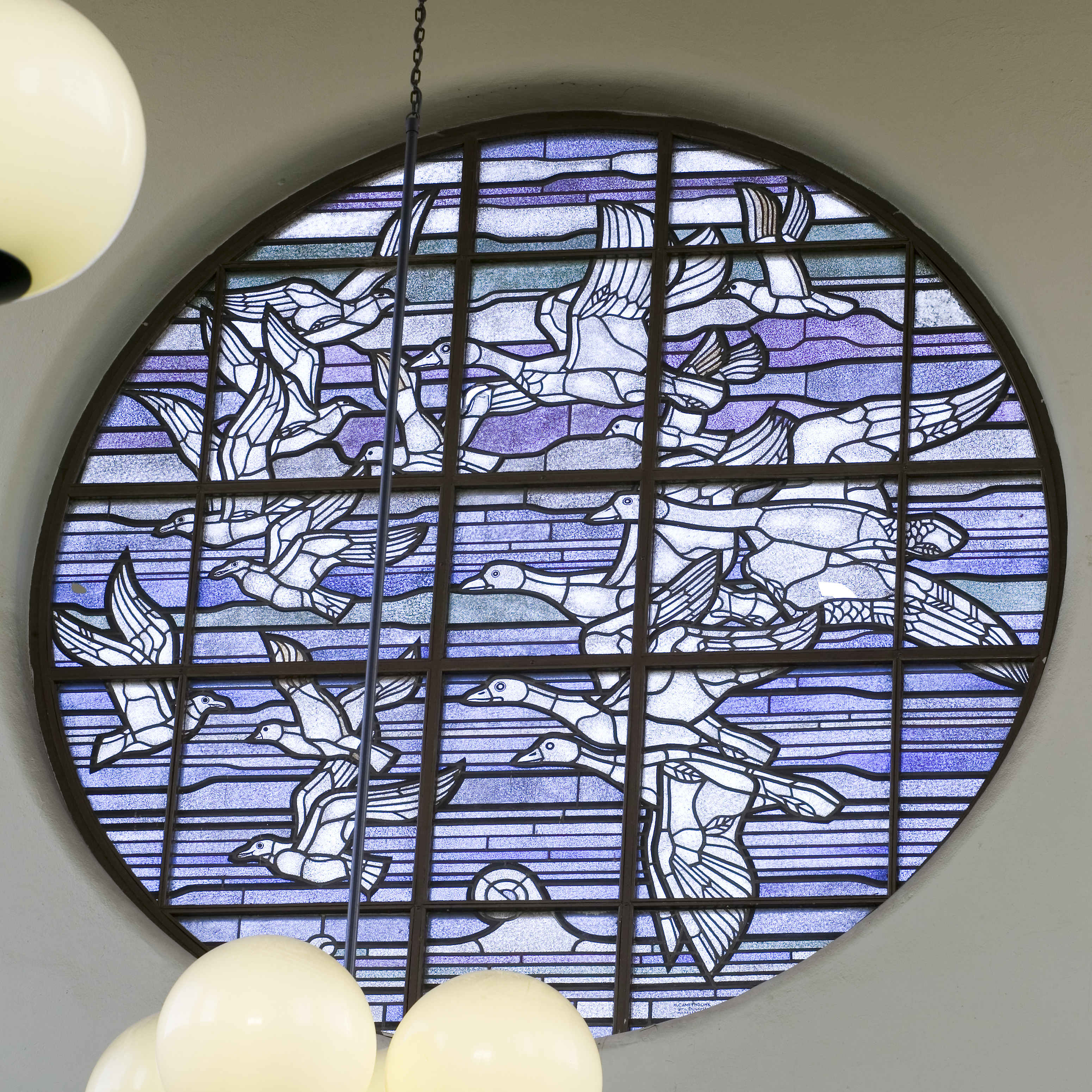
Glas-in-loodraam in de noordwand van de stationshal met de voorstelling van "De Vogeltrek", naar ontwerp van prof. Heinrich Campendonk.

| Serie | Treinsoort    | Route | Bijzonderheden |
| ----- | ------------- | --- | --- |
| 4000  | Sprinter (NS) | Uitgeest – Zaandam – Amsterdam Centraal – Amsterdam Muiderpoort – Breukelen – Woerden – Gouda – Rotterdam Centraal | |
| 4600  | Sprinter (NS) | Amsterdam Centraal – Amsterdam Muiderpoort – Weesp – Almere Centrum – Almere Buiten – Almere Oostvaarders          | Rijdt niet na circa 20:00 uur, op zaterdag voor circa 9:00 uur en op zondag voor circa 10:00 uur.                                                                |
| 5800  | Sprinter (NS) | Amersfoort Vathorst – Amersfoort Centraal – Hilversum – Weesp – Amsterdam Muiderpoort – Amsterdam Centraal         | Rijdt in de vroege ochtend en na 22:30 uur niet tussen Amersfoort Vathorst en Amersfoort Centraal.                                                               |
| 7400  | Sprinter (NS) | Uitgeest – Zaandam – Amsterdam Centraal – Amsterdam Muiderpoort – Breukelen – Utrecht Centraal – Driebergen-Zeist  | Rijdt alleen tijdens de brede spitsuren, waarbij net na de ochtendspits en net vóór de middagspits enkel tussen Uitgeest en Utrecht Centraal v.v. wordt gereden. |

### Trams en bussen

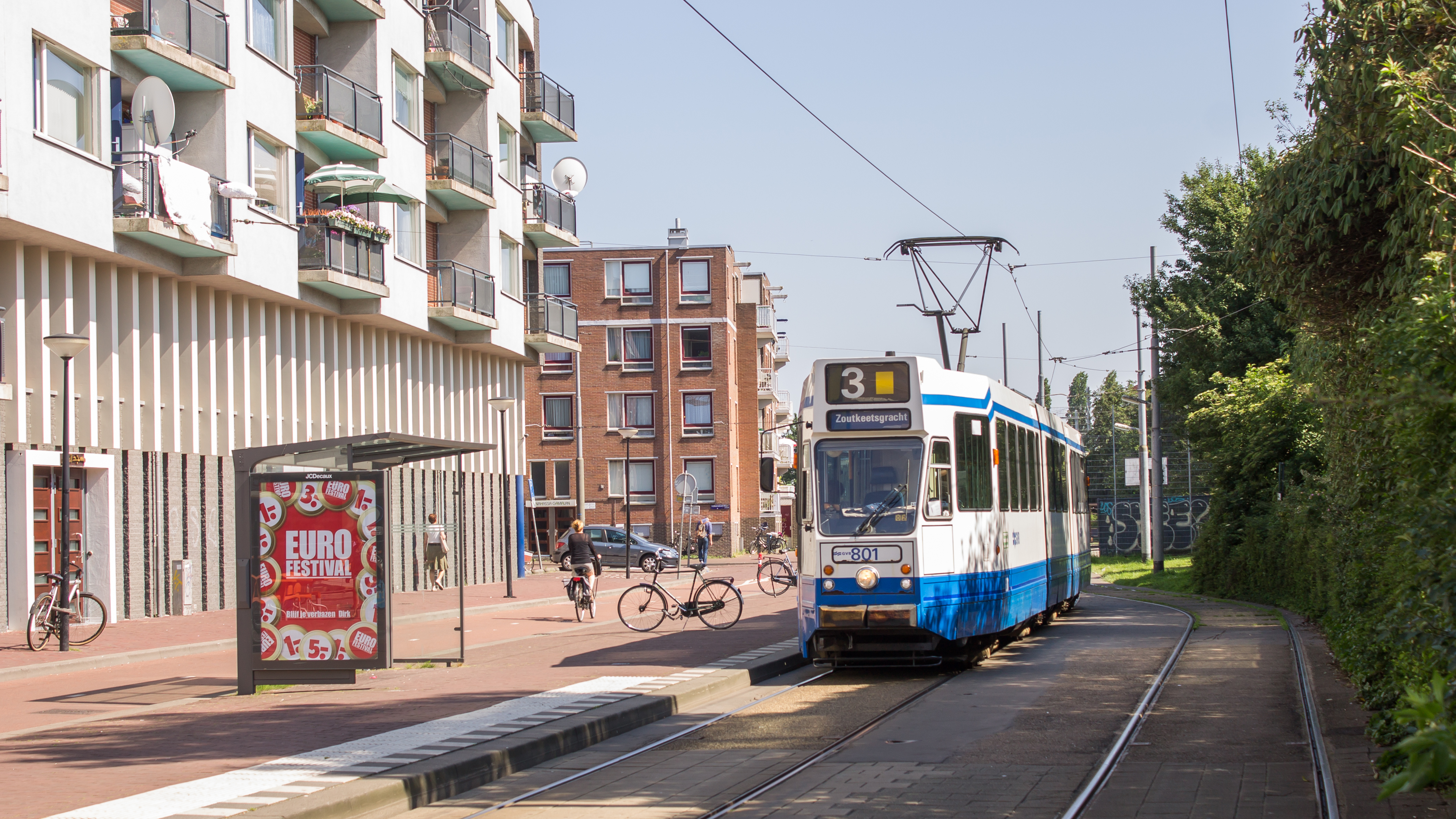
Gelede tram GVB 801 staat voor het Muiderpoortstation gereed voor de volgende rit op lijn 3 naar de Zoutkeetsgracht; 2015.

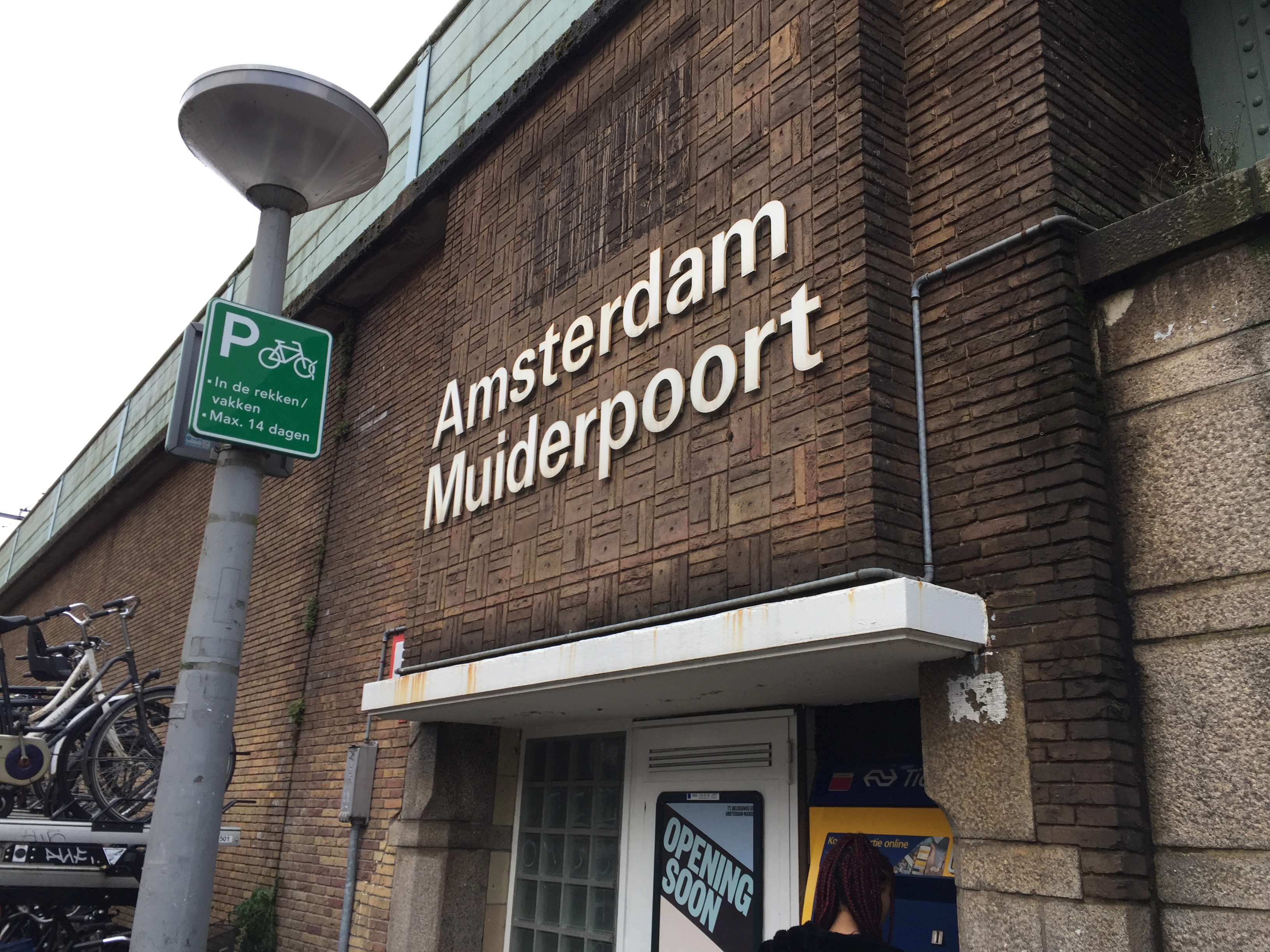
Station Muiderpoort

Het huidige Muiderpoortstation kreeg in 1939 een tramverbinding via de Wijttenbachstraat. In 1940 kwam de verlenging over de Insulindeweg tot stand. Deze verlenging werd in 1955 opgeheven en in 1957 opgebroken, maar in 1980 weer herlegd, met een verlenging naar het Flevopark. Tramlijn 3, tramlijn 14 en buslijn 37 hebben een halte bij het station. Tramlijn 1 en de buslijnen 22 en 40 hebben hun eindpunt bij dit station. Bij het station is een keerlus voor de trams (lijn 1), maar ook een tramhalte voor de doorgaande trams (lijn 3 en bij lijn 14 alleen stadinwaarts). Al het openbaar vervoer per bus en tram dat het Muiderpoortstation aandoet wordt uitgevoerd door het GVB in opdracht van de Stadsregio Amsterdam. Het Muiderpoortstation valt onder concessiegebied Amsterdam. Hieronder volgt een lijst van de trams en bussen die het station aandoen:
| Lijn | Route                                             | Soort | Bijzonderheden                                         |
| ---- | ------------------------------------------------- | ----- | ------------------------------------------------------ |
| GVB  |                                                   |       |                                                        |
| 1    | Muiderpoortstation – Osdorp de Aker               | Tram  |                                                        |
| 3    | Flevopark – Zoutkeetsgracht                       | Tram  |                                                        |
| 14   | Centraal Station – Indische Buurt                 | Tram  |                                                        |
| 22   | Muiderpoortstation – Station Amsterdam Sloterdijk | Bus   |                                                        |
| 37   | Amstelstation – Station Noord                     | Bus   |                                                        |
| 40   | Muiderpoortstation – Amstelstation                | Bus   |                                                        |
| 245  | Molenwijk → Schiphol Airport                      | Bus   | Dagelijkse vroege ochtendbus, alleen richting Schiphol |

## Afbeeldingen

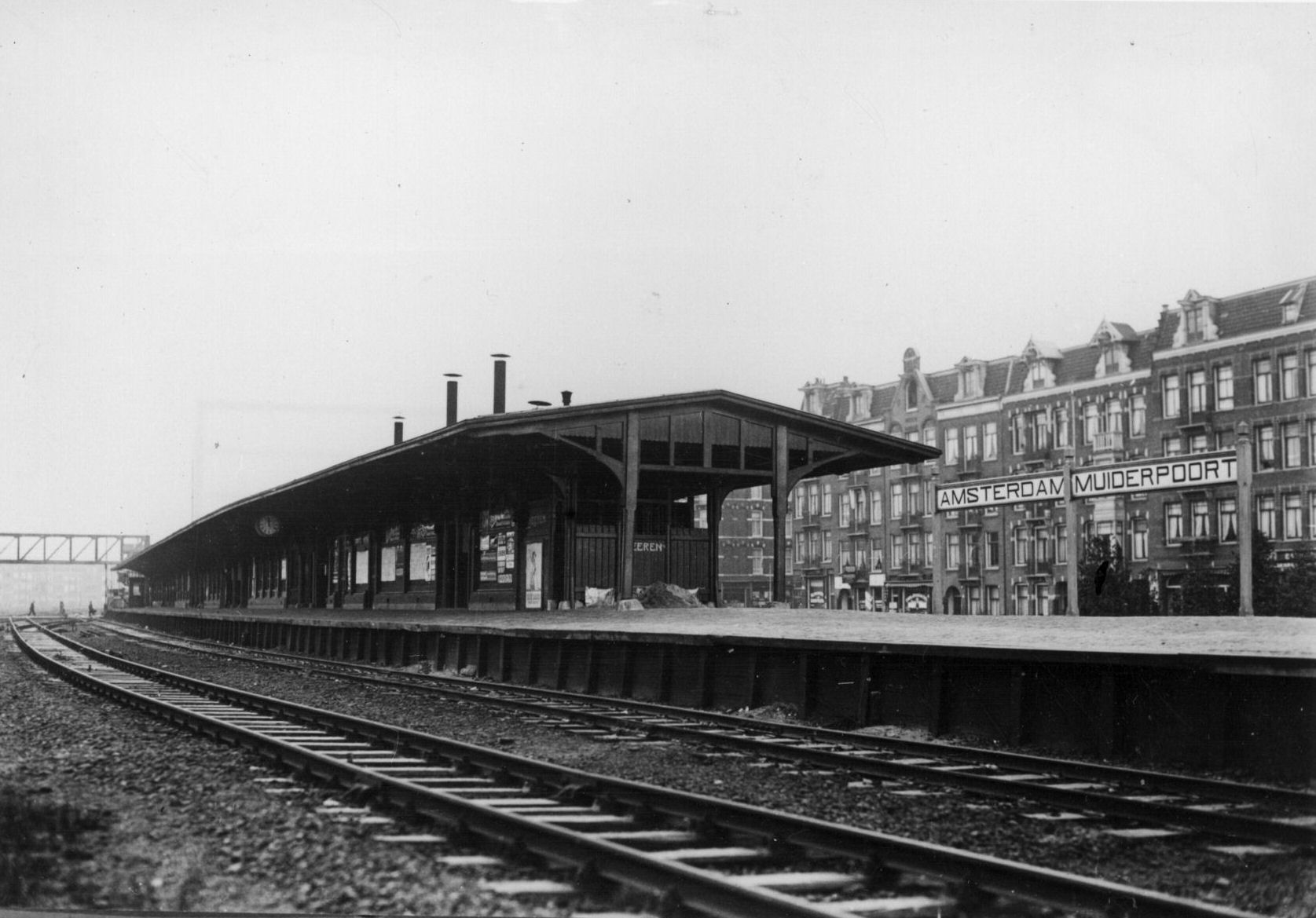
Eerste station Muiderpoort tussen 1910 en 1915
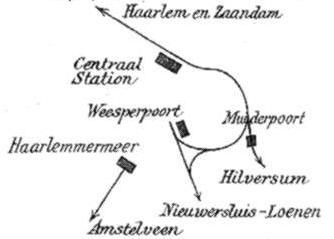
Ligging van de stations in Amsterdam in 1936.
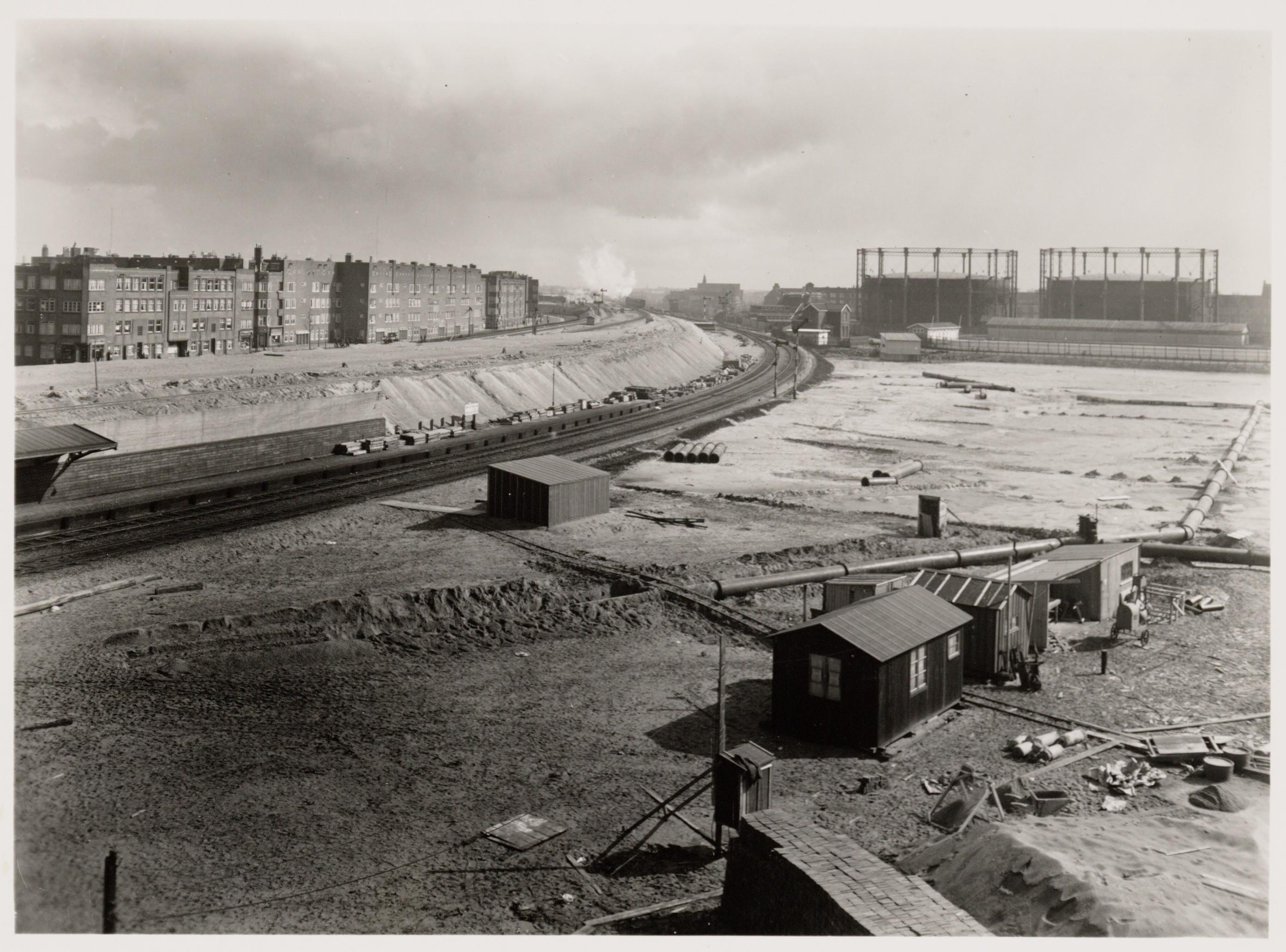
Dijklichaam en Oosterspoorplein in aanbouw in 1937 met op de achtergrond de voormalige gashouders van de Oostergasfabriek
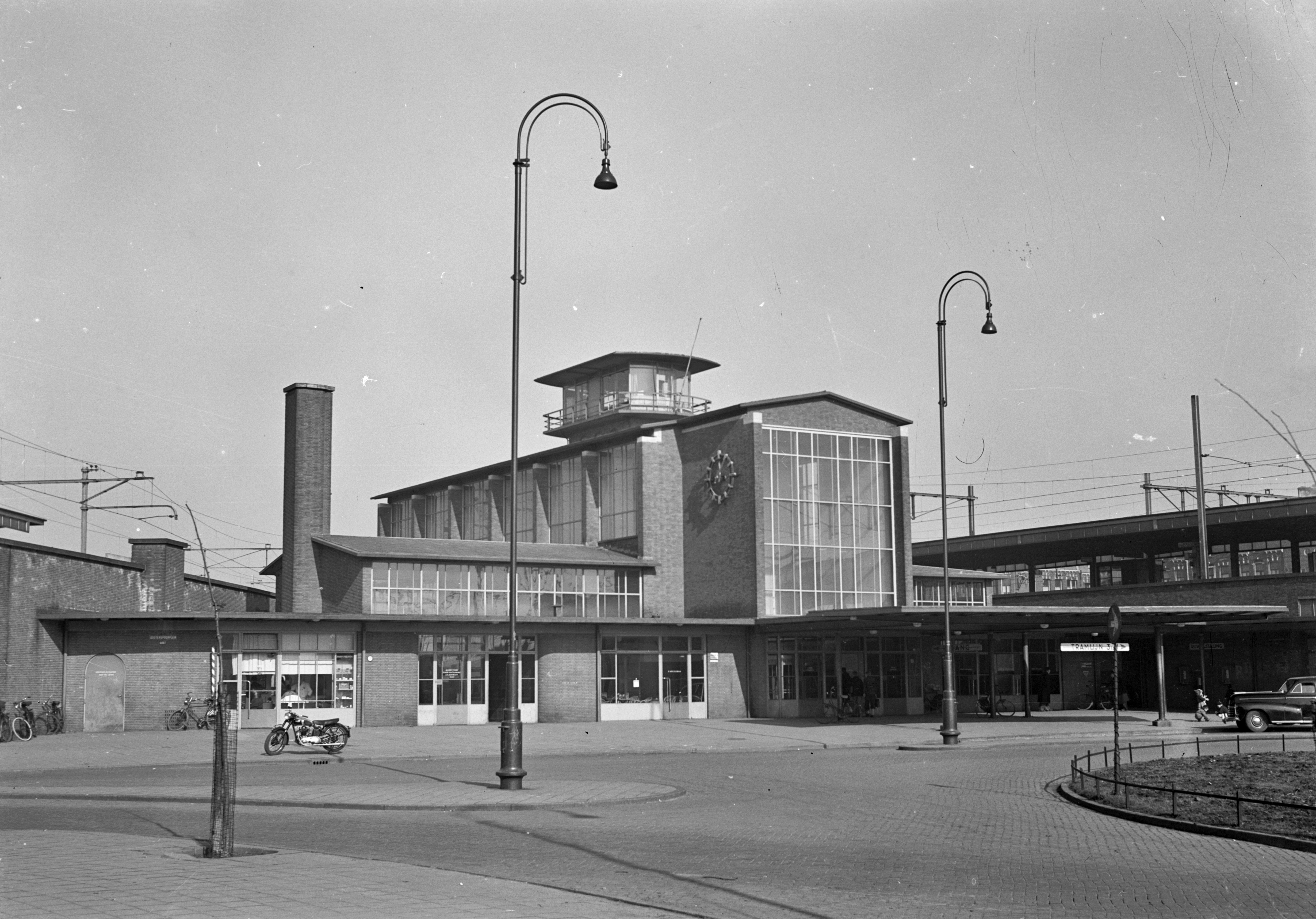
Zicht op het station Amsterdam Muiderpoort vanaf het Oosterspoorplein; 1953.
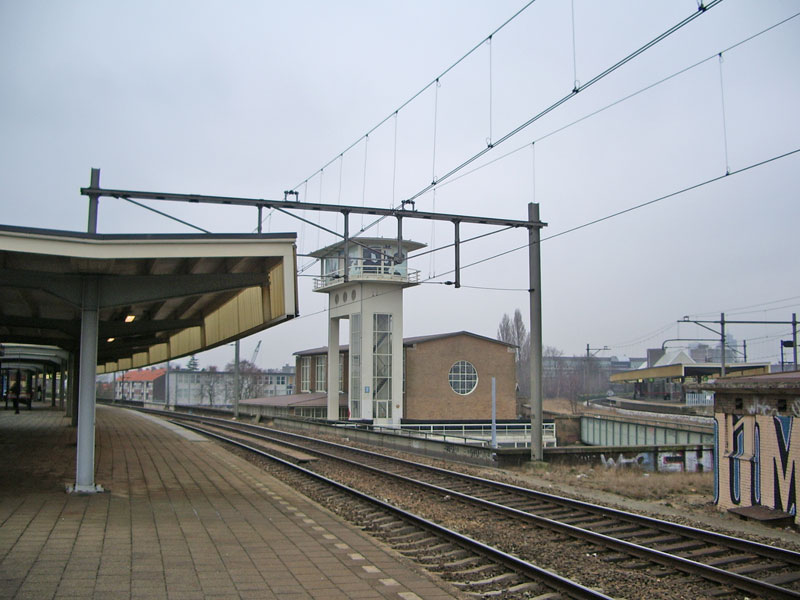
Perronniveau, links het perron richting Weesp, rechts het perron richting Utrecht.
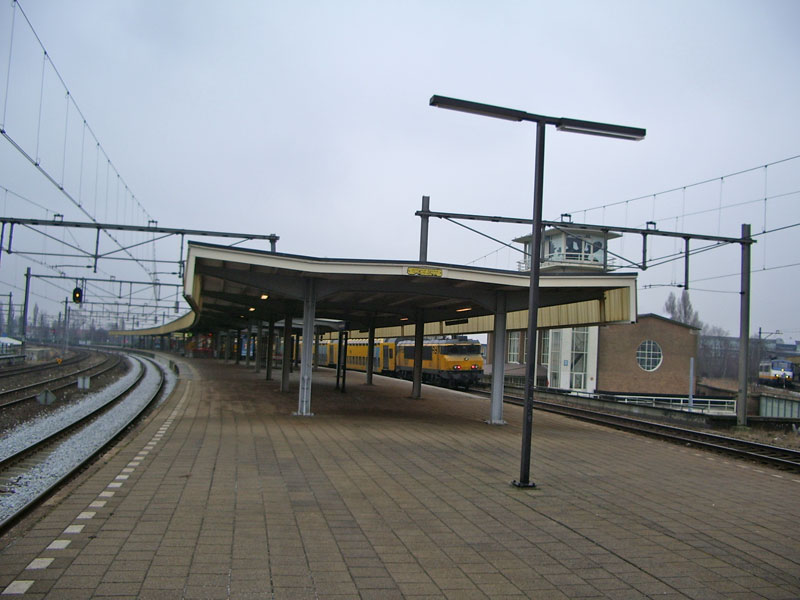
Perronniveau, midden een trein richting Weesp, uiterst rechts een sprinter uit de richting Utrecht.
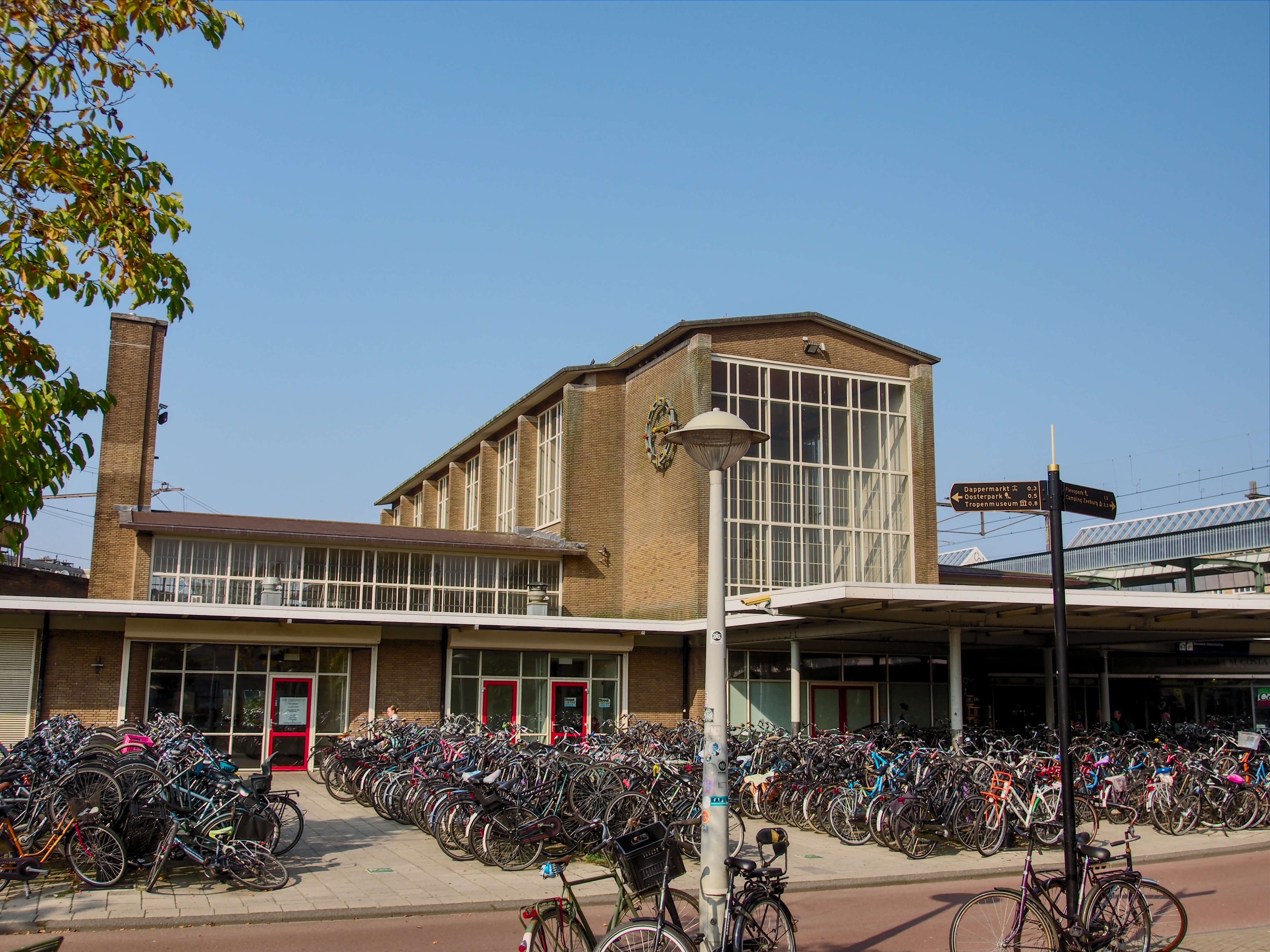
Station Muiderpoort

## Ontwikkeling aantal reizigers
Het aantal door NS vervoerde reizigers (per gemiddelde werkdag) ontwikkelde zich sedert 2019 als volgt:
| Jaar | Aantal reizigers |
| ---- | ---------------- |
| 2019 | 15.434           |
| 2020 | 7.568            |
| 2021 | 7.966            |
| 2022 | 11.184           |
| 2023 | 13.131           |
| 2024 | 12.515           |